# Collocaliodes montium
Collocaliodes montium là một loài bướm đêm thuộc phân họ Arctiinae, họ Erebidae.